# Ok, But This Is the Last Time
Ok, But This Is the Last Time är en singel av det amerikanska punkrockbandet The Offspring, som släpptes från Supercharged. "Ok, But This Is the Last Time" har ett snarlikt tema som en tidigare singel av bandet, "Self Esteem" från 1994, där båda låtarna berör personer som får sina känslor ignorerade. Dexter Holland har dock poängterat att huvudpersonen i "Ok, But This Is the Last Time" har lite mer självkänsla än huvudpersonen i "Self Esteem" och att "Ok, But This Is the Last Time" inte direkt skrevs med "Self Esteem" i åtanke.
En pianoversion av "Ok, But This Is the Last Time" lanserades den 30 maj 2025.

## Låtlista
Alla låtar är skrivna och komponerade av Dexter Holland. 
| Nr | Titel                         | Längd |
| -- | ----------------------------- | ----- |
| 1. | Ok, But This Is the Last Time | 3:23  |